# Junji Nishimura
Pour les articles homonymes, voir Nishimura.
Junji Nishimura (西村 純二, Nishimura Junji), né le 23 décembre 1955, est un réalisateur japonais d'anime résident dans la préfecture de Saga au Japon.

## Biographie
Après la fin de ses études à l'université Meiji Gakuin en 1980, Junji Nishimura est entré au studio d'animation Nishiko Production. Nishimura a commencé comme directeur d'épisode pour Space Warrior Baldios (en) en 1980 et a continué à être responsable de la production dans d'autres séries comme Six God Combination Godmars et Gigi en 1982. En 1984, il a démissionné de Nishiko et en 1985 a débuté dans la réalisation avec Pro Golfer Saru. Depuis lors, il a travaillé en tant que réalisateur sur plusieurs anime produits par le Studio DEEN.

## Filmographie

### Comme réalisateur
- 1985 : Pro Golfer Saru (série télévisée) - Réalisateur, directeur d'épisode
- 1988-89 : Biriken (série télévisée) - Réalisateur
- 1989 : Billy Inu Nandemo Shokai (série télévisée) - Réalisateur
- 1989-92 : Ranma ½ (série télévisée) - Réalisateur (ep 70 à 143), storyboard (ep 33,55,70,100,105,108,110,116,119,124,123,143)
- 1992-93 : Super Zugan (série télévisée) - Réalisateur
- 1995 : Zenki (série télévisée) - Réalisateur, storyboard (ep 1,19,27,39,51)
- 1996-97 : Hameln no violin-hiki (série télévisée) - Réalisateur, storyboard (ep 1,2,5,7,25)
- 1996-97 You're Under Arrest (série télévisée) - Coréalisateur (avec Hiroshi Watanabe), storyboard (ep 31,34,38,41,43,45,48,51)
- 1999 : You're Under Arrest - Specials (OAV) - Réalisateur, storyboard (ep 1,4,11,20), scénario (ep 1,17)
- 1999 : You're Under Arrest - The movie (film) - Réalisateur
- 1999 : Hoshin, l'Investiture des Dieux (série télévisée) - Réalisateur, responsable du scénario, storyboard (ep 1,4,9,14,19,21,23,25,26)
- 2002 : Samurai Deeper Kyo (série télévisée) - Réalisateur, Storyboard (ep 1-3,5-6,9,11,14,17,20,26), directeur d'épisode (ep 17)
- 2004-05 Windy Tales (série télévisée) - Réalisateur, storyboard (ep 1,5,7,13), directeur d'épisode (ep 1,2), scénario (ep 7,13), animation (générique de fin)
- 2004-2009 : Kyō kara maō! (série télévisée) - Réalisateur, storyboard (ep 1,2,26,40,45,56,59,63,71,77,78-81,87,95,97,99,101,106,116,117), directeur d'épisode (ep 1,78), script (ep 5)
- 2007-2008 : Kyō kara maō! (OAV) - Réalisateur, stobyaord (1-3,5), script (ep 3,4)
- 2006 : Simoun (série télévisée) - Réalisateur, Script (ep 3,9,10,14,16,17,19,22,25), Storyboard (ep 1,2,8,12,14,16,19,22,24,25), directeur d'épisode (ep 26)
- 2008 : True Tears (série télévisée) - Réalisateur, Script (ep 2,5,9,11), Storyboard (ep 1,2,3,5,11-13), directeur d'épisode (ep 1)
- 2010 : Dōbutsu Kankyō Kaigi (série télévisée, 5 min par épisode) - Réalisateur
- 2010 : Nura : Le Seigneur des Yokaïs (série télévisée) - Réalisateur (S1 seulement), storyboard (ep 1,4,17,24), script (ep 2,4,8,14,21), directeur d'épisode (ep 24)
- Prévu pour 2012 : Dog Days S2 (série télévisée) - Réalisateur

### Autres
- 1980-81 : Space Warrior Baldios (en) (série télévisée) - Directeur d'épisode (ep 20,24,28,31,32,39)
- 1980-82 : Six God Combination Godmars (série télévisée) - Directeur d'épisode (ep 9,13,18,22,28,33,36,38,42,47,51,56,59,62)
- 1981 : GoShogun (série télévisée) - Storyboard (ep 2,7,11,17,23), directeur d'épisode (2,7,9,11,14,17,23)
- 1981-82 : Yattodetaman (série télévisée) - Directeur d'épisode
- 1981-86 : Lamu (série télévisée) - Assistant réalisateur, (ep 130-172), storyboard, directeur d'épisode
- 1981-87 : Ninja Hattori-kun (série télévisée) - Directeur d'épisode
- 1982-83 : Gigi (série télévisée) - Storyboard, directeur d'épisode
- 1983-87 : Perman (série télévisée) - Directeur d'épisode
- 1983-84 : Ginga Hyōryū Vifam (série télévisée) - Storyboard (ep 5,13), Directeur d'épisode (ep 5)
- 1984 : Urusei Yatsura: Beautiful Dreamer (film) - Assistant Réalisateur
- 1988-89 : Tsurupika Hagemaru (série télévisée) - Storyboard
- 1990-91 : Magical Angel Sweet Mint (série télévisée) - Storyboard (ep 2)
- 1990-91 : Gatapishi (série télévisée) - Storyboard (ep 10,14,20,24,40,46,51,60,65,78,89,94,102,120,123,149,151,160,161,176)
- 1993 : Miracle Girls (série télévisée) - Storyboard (ep 19)
- 1994-95 : Haō Taikei Ryū Knight (série télévisée) - Storyboard (ep 21,25)
- 1994 : Yamato Takeru (série télévisée) - Storyboard (ep 7)
- 1996 : The Life and Adventures of Santa Claus (série télévisée) - Storyboard (ep 2)
- 1996-98 : Kenshin le vagabond (série télévisée) - Storyboard (ep 67,71,90,92,94)
- 1997 : Eatman (série télévisée) - Storyboard (ep 6)
- 1998 : Momoiro Sisters (série télévisée) - Storyboard (ep 10,15,16,19,20)
- 1998 : Shadow Skill (série télévisée) - Storyboard (ep 11,12,16,20,23,25)
- 1999 : Microman (série télévisée) - Storyboard (ep 6,8,12)
- 2000-01 : Gravitation (série télévisée) - Storyboard (ep  3,9)
- 2000 : Mon Colle Knights (série télévisée) - Storyboard (ep 14,19,22,27,32,34,36,39,43,45,48,51)
- 2001 : Beyblade (série télévisée) - Storyboard (ep 9,14,21,26)
- 2001 : Magical Meow Meow Taruto (série télévisée) - Storyboard (ep 2,5,8,9)
- 2001 : Fruits Basket (série télévisée) - Storyboard (ep 10)
- 2001 : Star Ocean: The Second Story (série télévisée) - Storyboard (ep 4,9,14,19,21,24,25)
- 2001-02 : ARMS (série télévisée) - Storyboard (ep 31,33,38)
- 2001-02 : Mirage of Blaze (série télévisée) - Storyboard (ep 6,7)
- 2002-03 : Full Moon wo sagashite (série télévisée) - Storyboard (ep 7,9,47,50)
- 2003 : The Mythical Detective Loki Ragnarok (série télévisée) - Storyboard (ep 3,9,13,14,18,19,23)
- 2003 : Happy Lesson Advance (série télévisée) - Storyboard (ep 5,6)
- 2003 : Green Green (série télévisée) - Storyboard (ep 4,12)
- 2003 : Mermaid Forest (série télévisée) - Storyboard (ep 2,3,10)
- 2003 : Saint Beast (série télévisée) - Storyboard (ep 2,4)
- 2003-04 : Yami to Bōshi to Hon no Tabibito (série télévisée) - Storyboard (ep 1,2)
- 2004 : Kita e (série télévisée) - Storyboard (ep 2,5)
- 2004 : Ghost in the Shell: Stand Alone Complex 2nd GIG (série télévisée) - Storyboard (ep 3,7)
- 2005 : Minami no Shima no Chiisana Hikouki Birdy (série télévisée) - Coscénariste
- 2006-07 : Shōnen onmyōji (série télévisée) - Storyboard (ep 15,23)
- 2007 : Emily of New Moon (série télévisée) - Storyboard (ep 8,13,19)
- 2007-08 : Code-E (série télévisée) - Script (ep S1 :3,7 ; S2 :3,7,10)
- 2009 : Canaan (série télévisée) - Storyboard (ep 9,10)
- 2009 : Tôkyô Magnitude 8.0 (série télévisée) - Storyboard (ep 9)
- 2009 : Seitokai no Ichizon (série télévisée) - Réalisation (end)
- 2009-10 : Gokujō!! Mecha Mote Iinchō (série télévisée) - Storyboard (ep 27,32,35,38,43,46)
- 2011 : Sekaiichi Hatsukoi (série télévisée) - Storyboard (ep 7,11)
- 2011 : Hanasaku Iroha (série télévisée) - Storyboard (ep 17,23), directeur d'épisode (ep 20)
- 2012 : Sekaiichi Hatsukoi S2 (série télévisée) - Storyboard (ep 3,6,8,9)

## Source de la traduction
- (en) Cet article est partiellement ou en totalité issu de l’article de Wikipédia en anglais intitulé « Junji Nishimura » (voir la liste des auteurs).